# 末武信宏
末武 信宏（すえたけ のぶひろ、1962年〈昭和37年〉1月10日 - )は、日本の医師（美容外科・整形外科・形成外科）。学位は医学博士（甲）（順天堂大学大学院）。さかえクリニック・院長、順天堂大学医学部非常勤講師、日本美容外科学会認定専門医（第219号）、日本美容内科学会理事・広報委員長・学術委員、ヒューマンテクノ株式会社代表取締役社長。
スポーツ医学、抗加齢医学、美容外科、美容皮膚科、創傷治療学、自律神経学を専門とする。
美容外科専門医・医学博士としては30年以上の治療歴をもつ。また大学の研究・教育、スポーツ医療支援、製品開発・アート活動など多彩な分野で活動している。
美容外科については注射、採血、点滴、ピアッシング他、医療施術、レーザー照射などすべての医療行為について専門医の院長が直接行っている。またメスを使わない、ダウンタイムのない美容医療を中心に診療している。ワキガ・多汗症、チチガ、スソガではEL法を取り入れている。EL法とはダウンタイムのない無痛治療で、高周波エネルギーをつかって、ニオイ・汗・黄ジミの元である汗腺をピンポイントで破壊する施術で、施術難易度が極めて高く、実施されているクリニックは非常に少ない。
アート活動では「美容外科医はアーティストである」をコンセプトに美容医療とアートを融合させた「The Davinci Art Project」（レオナルド・ダ・ヴィンチの再現を現世で目指すプロジェクト）を主宰している。

## 学歴・職歴
- 昭和56年3月：岐阜県立岐阜高等学校卒業
- 昭和62年3月：国立岐阜大学医学部卒業
- 昭和62年5月：国立岐阜大学医学部第一外科入局
- 昭和63年11月～平成2年10月：半田市立半田病院外科非常勤務
- 平成2年11月～平成6年11月：三井美容外科勤務（現中央クリニック）
- 平成3年：台北チャンガン記念病院形成外科、美容外科短期研修（蔡医学博士指導下）
- 平成6年12月～平成8年5月：名古屋アサヒクリニック勤務
- 平成8年9月～現在：さかえクリニック開業

## 学術的経歴
- 平成19年4月：順天堂大学大学院医学研究科博士課程入学（病理管理学）
- 平成23年3月：順天堂大学大学院医学研究科卒業
- 平成24年11月～：順天堂大学医学部病院管理学非常勤講師

## 主要な役職・資格
- さかえクリニック・院長
- 順天堂大学医学部非常勤講師
- 第88回日本美容外科学会会長
- 国際抗老化再生医療学会認定指導医
- 一般社団法人先端医科学ウェルネスアカデミー（AMWA）副代表理事
- トップアスリート株式会社代表取締役
- JBC公認プロボクシングトレーナー（NO.31532）
- 日本美容内科学会理事・広報委員長・学術委員
- 日本美容外科学会認定専門医
- ヒューマンテクノ株式会社代表取締役社長

## スポーツ医学・アスリート指導実績
- 2001年～2013年：さかえクリニック陸上競技部（SCTC）創設、総監督兼チームトレーナー
- 2004年：中田有紀選手のアテネオリンピック女子7種競技日本代表出場をサポート
- 2011年：全日本ロードレース選手権大会総合王者秋吉耕佑選手の専属フィジカルトレーナー

## 著書

### 単著
- 『メスを使わない最新美容外科ガイド: もっと美しく、もっと安心に』KKロングセラーズ  2000 ISBN 978-4845412020
- 『自分に奇跡を起こす超パワ-開発法: 医者が教える』KKロングセラーズ プレイブックス 2001 ISBN 978-4845406685
- 『世紀の大発見驚異のカラー理論』KKロングセラーズ プレイブックス 2001 ASIN B008F63UVW
- 『若返り治療とセレブのための最先端美容医学』KKロングセラーズ プレイブックス 2003 ISBN 978-4845412297
- 『先端アンチエイジング医療』KKロングセラーズ 監修 2019 ISBN 978-4845423378

### 共著・監修
- 『全身の細胞が目覚めるセル・エクササイズ』ポプラ社 共著 2014 ISBN 978-4591134955
- 『ゆっくり呼吸のレッスン』日本文芸社 共著 2016 ISBN 978-4537214345
- 『スポーツのパフォーマンスを最強にする超肺活』KKロングセラーズ 監修 2001 ISBN 978-4862556479
- 『自律神経を整える「1日30秒」トレーニング 人生が楽になるセル・エクササイズ』イーストプレス 監修 2019 ISBN 978-4781616377
- 『医師が考案 小林式 自律神経ストレッチ』Gakken 監修 2019 ISBN 978-4058010754
- 『最高の体調を引き出す超肺活』Gakken 監修 2021 ISBN 978-4058010754
- 『図解でわかる 自律神経でやせる 若返る ストレスに強くなる』三笠書房 監修 2022 ISBN 978-4776211235